# Світлополянське міське поселення
Світлополя́нське міське поселення (рос. Светлополянское городское поселение) — адміністративна одиниця у складі Верхньокамського району Кіровської області Росії. Адміністративний центр поселення та єдиний населений пункт — смт Світлополянськ.

## Історія
Станом на 2002 рік на території сучасного поселення існували такі адміністративні одиниці:
- смт Світлополянськ (смт Світлополянськ, селище Фосфоритна)

Поселення було утворене згідно із законом Кіровської області від 7 грудня 2004 року № 284-ЗО у рамках муніципальної реформи.

## Населення
Населення поселення становить 2755 осіб (2017; 2768 у 2016, 2772 у 2015, 2784 у 2014, 2809 у 2013, 2878 у 2012, 2923 у 2010, 3281 у 2002).

## Склад
До складу поселення входить 1 населений пункт:
| Населений пункт                      | Населення, осіб (2002) | Населення, осіб (2010) |
| ------------------------------------ | ---------------------- | ---------------------- |
| Світлополянськ, селище міського типу | 3275                   | 2923                   |
| Фосфоритна, селище                   | 6                      | 0                      |